# مايا زيبيتش
مايا زيبيتش (بالكرواتية: Maja Zebić) مواليد 31 مايو 1982 في كرواتيا، هي لاعبة كرة يد كرواتية تلعب كجناح أيسر. مثلت منتخب كرواتيا لكرة اليد للسيدات. شاركت في دورة الألعاب الأولمبية الصيفية سنة 2012.

## سجل المنافسة
شاركت في البطولات التالية:
- الألعاب الأولمبية الصيفية 2012
- بطولة العالم لكرة اليد للسيدات 2011
- بطولة أوروبا لكرة اليد للسيدات 2012
- بطولة أوروبا لكرة اليد للسيدات 2014

## روابط خارجية
- مايا زيبيتش على موقع الاتحاد الأوروبي لكرة اليد (الإنجليزية)
- مايا زيبيتش على موقع أوليمبيديا (الإنجليزية)